# Aléxandros Avranás
Aléxandros Avranás (en grec moderne : Αλέξανδρος Αβρανάς), né le 1er novembre 1977 à Larissa, est un réalisateur grec.

## Filmographie
- 2008 : Without
- 2013 : Miss Violence
- 2016 : Dark Murders (Dark Crimes)
- 2017 : Love Me Not
- 2024 :  Quiet Life

### Récompenses
- Mostra de Venise 2013 : Lion d'argent du meilleur réalisateur pour Miss Violence